# Edward Olszewski (historyk)

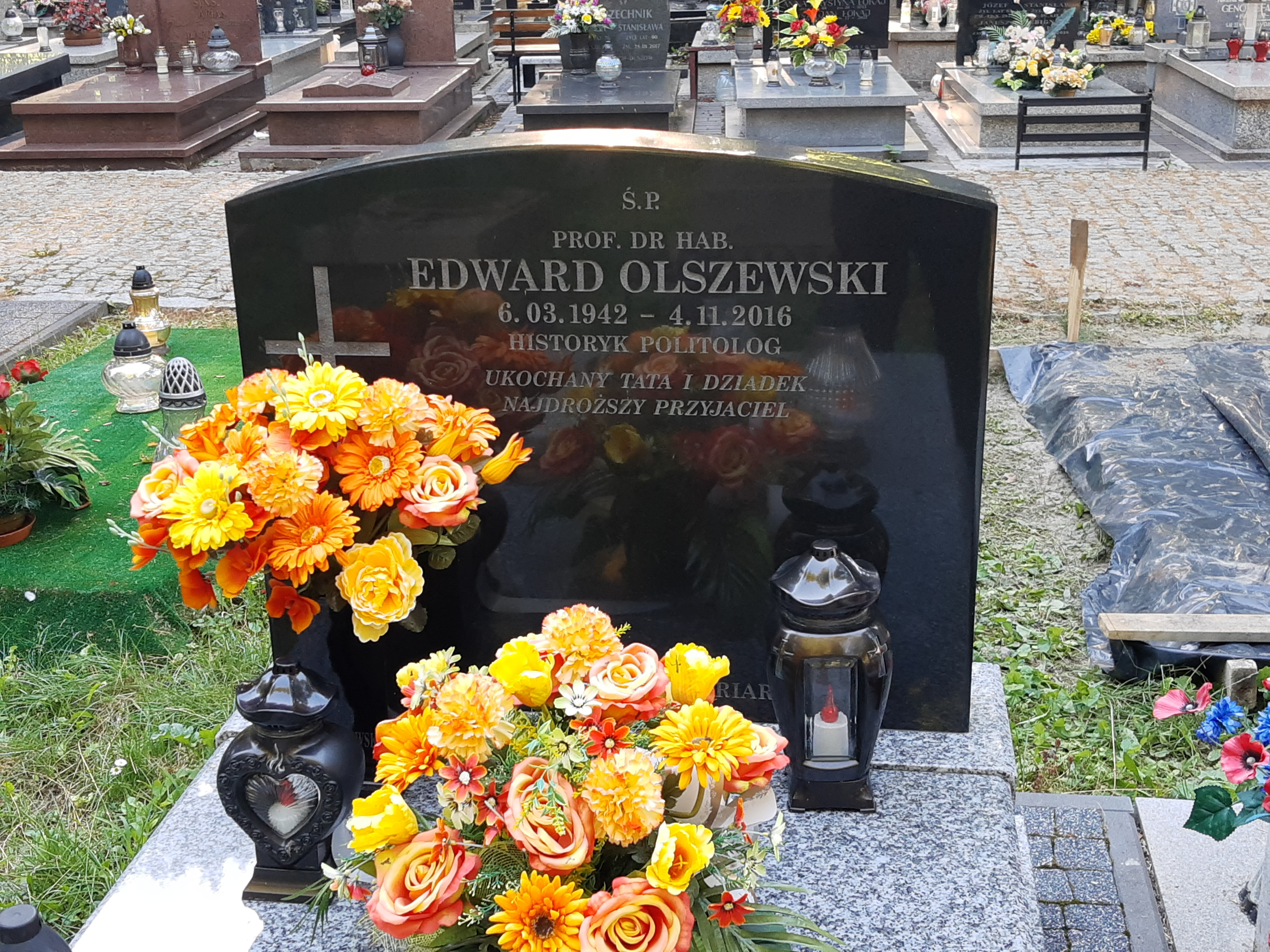
Grób prof. Edwarda Olszewskiego na cmentarzu przy ulicy Lipowej w Lublinie

Edward Olszewski (ur. 6 marca 1942, zm. 4 listopada 2016) – polski historyk, politolog, profesor zwyczajny Uniwersytetu Marii Curie-Skłodowskiej w Lublinie (UMCS).

## Życiorys
Był absolwentem, a następnie wieloletnim wykładowcą UMCS, gdzie w 1966 ukończył historię. W 1972 otrzymał stopień naukowy doktora, a w 1979 stopień doktora habilitowanego. W 1994 uzyskał tytuł profesora nauk humanistycznych. Piastował funkcję kierownika Zakładu Ruchów Politycznych Wydziału Politologii UMCS, a także prorektora Wyższej Szkoły Stosunków Międzynarodowych i Komunikacji Społecznej w Chełmie. Był również profesorem zwyczajnym Wyższej Szkoły Gospodarki Krajowej w Kutnie oraz członkiem Komitetu Nauk Politycznych Polskiej Akademii Nauk. 
Do jego zainteresowań naukowo-badawczych należała m.in. historia myśli politycznej, współczesne ruchy społeczne, polska emigracja oraz Polonia w Skandynawii. Był autorem haseł w Słowniku biograficznym działaczy polskiego ruchu robotniczego.
Został pochowany na cmentarzu przy ul. Lipowej w Lublinie w części prawosławnej (kwatera G-6-7).

## Wybrane publikacje książkowe
- Emigracja polska w Danii 1893–1993, Warszawa-Lublin 1993, ISBN 83-85479-26-0
- Polacy w Skandynawii, (red.), Lublin 1997, ISBN 83-86195-30-4
- Ideologia, doktryny i ruch polityczny współczesnego liberalizmu, pod red. Edwarda Olszewskiego, Zenona Tymoszuka, wyd. UMCS, Lublin 2004, ISBN 83-227-2242-7
- Polska emigracja do Skandynawii w XX wieku, Wydawnictwo Adam Marszałek, Toruń 2008, ISBN 978-83-7611-081-3
- Polacy w Norwegii 1940–2010, Wydawnictwo Adam Marszałek, Toruń 2011, ISBN 978-83-7780-183-3
- Polska Szkoła Sobotnia im. Jana Pawła II w Oslo: 20 lat w służbie Polonii i Polski, Wydawnictwo Adam Marszałek, Toruń 2008, ISBN 978-83-7441-991-8
- Fryderyk Chopin i Thomas Dyke Acland Tellefsen: polsko-norweskie więzi muzyczne odkrywa pianistka Małgorzata Jaworska z Krakowa i norweskiego Arendal, Wydawnictwo Adam Marszałek, Toruń 2013, ISBN 978-83-7780-631-9

## Odznaczenia
Odznaczony m.in. Krzyżem Kawalerskim Orderu Odrodzenia Polski, Złotym Krzyżem Zasługi, Medalem Komisji Edukacji Narodowej i Medalem Honorowym „Polonia Semper Fidelis”.